# Helmuth Krauss

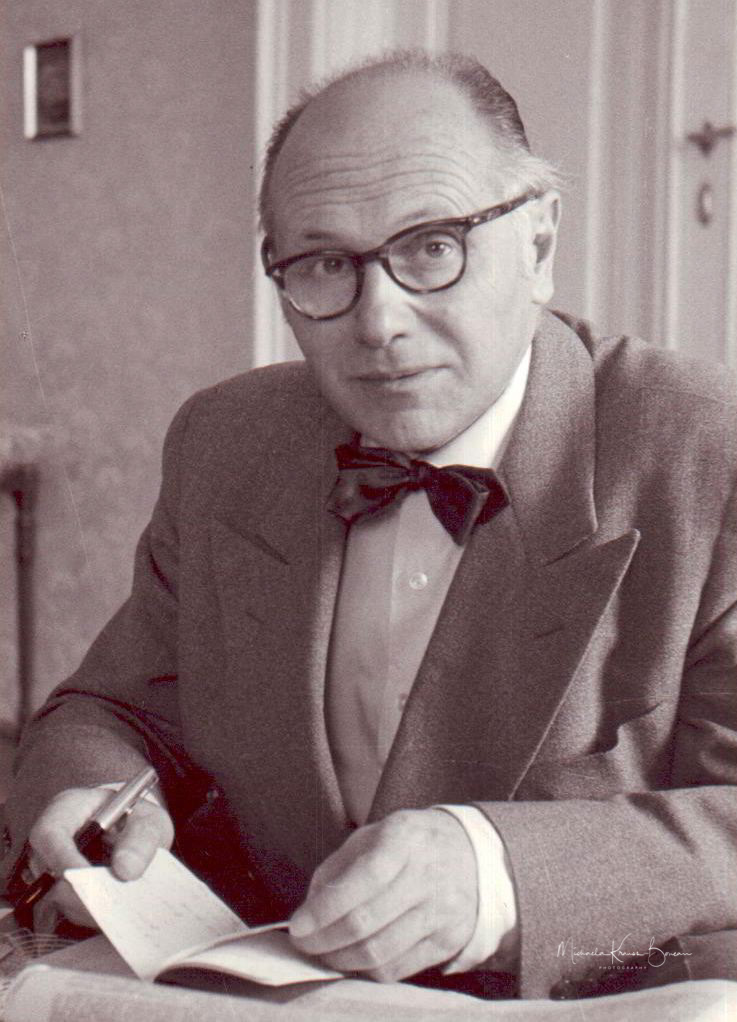
Burgschauspieler Helmuth Krauss in seiner Wiener Wohnung im Palais Schey am Opernring, fotografiert von Charlotte Krauss

Helmuth Krauss (* 22. April 1905 in Wien; † 22. Juli 1963 ebenda) war ein österreichischer Schauspieler und Schauspiellehrer.

## Leben und Wirken
Krauss erhielt in den ausgehenden 1920er Jahren seine künstlerische Ausbildung und trat zu Beginn der 1930er Jahre an kleineren Wiener Bühnen wie den Kammerspielen auf. 1933 wurde er ins Ensemble des Burgtheaters übernommen, dem er die kommenden drei Jahrzehnte bis kurz vor seinem Tod treu blieb. In diesen Jahren spielte Krauss eine Fülle von Charakterrollen wie den Don Cesar in Grillparzers Ein Bruderzwist im Hause Habsburg, den Gernot in Mells Der Nibelunge Not, den Absyrtus in Das goldene Vlies (erneut Grillparzer), den Arnold in Gerhart Hauptmanns Michael Kramer, den Aljakos in Iphigenie in Delphi desselben Autors, den Adrast in Kleists Penthesilea, den Marchbanks in Shaws Candida und den Teufel im Jedermann.
In diesen frühen Jahren leitete Krauss nebenher auch die Schauspielschule Otto, bevor er 1948 mit der Schauspielschule Krauss seine eigene Lehrstätte einrichtete. Seine Lehrmethoden orientierten sich dabei an denen Stanislawskis und dem amerikanischen Method Acting. Zu seinen bekanntesten Schülern zählten Karlheinz Böhm und Oskar Werner. Helmuth Krauss wurde im Jahre 1958 vom österreichischen Bundespräsidenten mit dem Berufstitel Professor ausgezeichnet. Am 22. Juli 1963 starb Helmuth Krauss im Alter von 58 Jahren in seiner Geburtsstadt Wien. 

## Weblink
- Kurzbiografie Helmuth Krauss

## Einzelnachweis
1. ↑  In der Literatur wird der Wiener Helmuth Krauss häufig mit der Filmografie (1919 bis 1932) eines Helmuth Krauss/Helmut Krauss bedacht, der jedoch in Berlin tätig war

| Personendaten    | Personendaten                                             |
| ---------------- | --------------------------------------------------------- |
| NAME             | Krauss, Helmuth                                           |
| KURZBESCHREIBUNG | österreichischer Theaterschauspieler und Schauspiellehrer |
| GEBURTSDATUM     | 22. April 1905                                            |
| GEBURTSORT       | Wien                                                      |
| STERBEDATUM      | 22. Juli 1963                                             |
| STERBEORT        | Wien                                                      |